# تانيا (ممثلة هندية)
تانيا (بالإنجليزية: Tania)‏ هي ممثلة هندية، ولدت في 6 مايو 1993 في جمشيدبور في الهند.

## وصلات خارجية
- تانيا (ممثلة هندية) على موقع IMDb (الإنجليزية)